# Senaat van Milaan

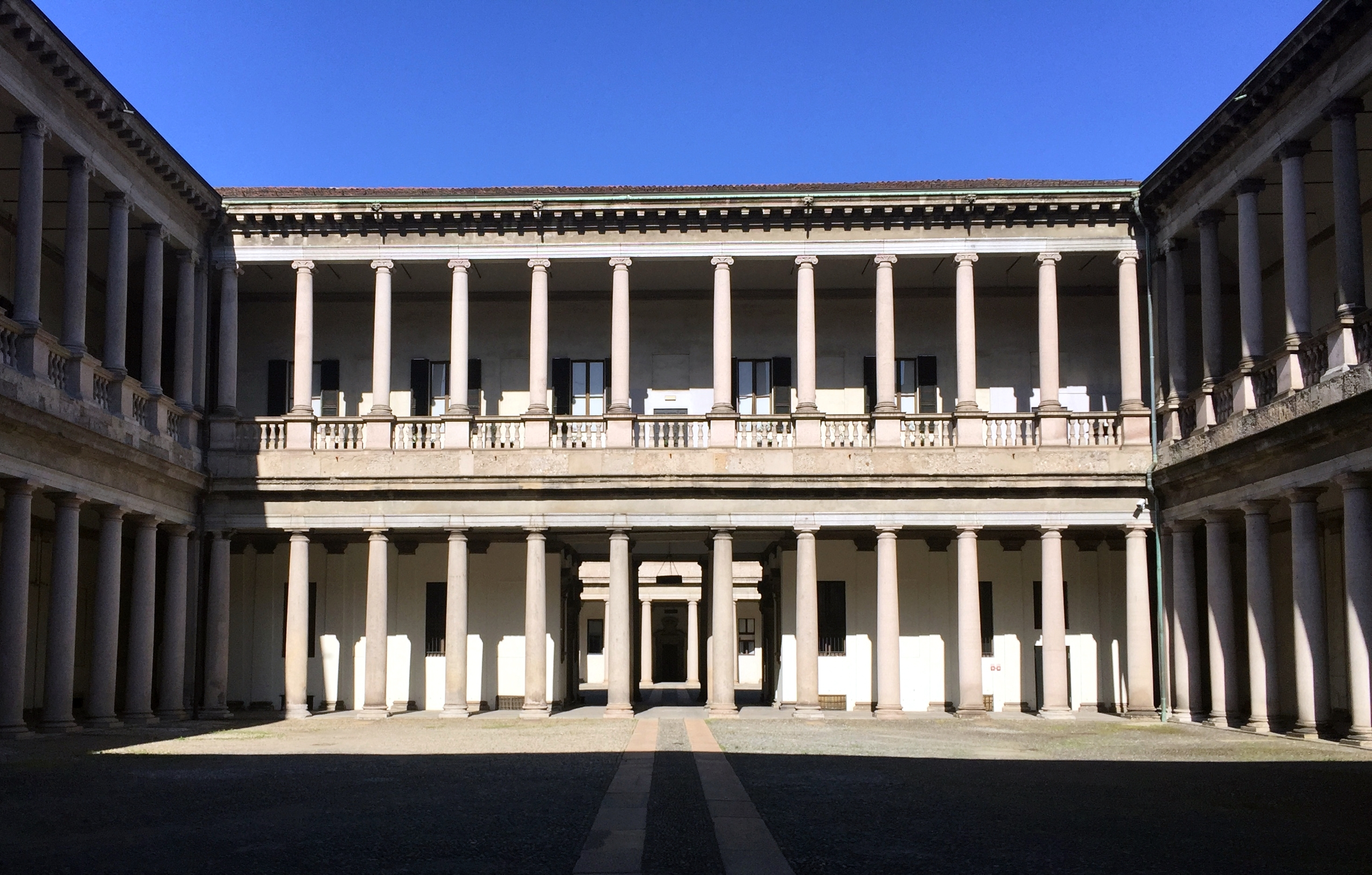
binnenkoer van het Palazzo del Senato

De Senaat van Milaan (Italiaans: Senato di Milano; Latijn: Senatus Excellentissimus Mediolani) was van 1499 tot 1786 een centrale instelling van het hertogdom Milaan met bestuurlijke, gerechtelijke en wetgevende bevoegdheden. De zetel was in het Palazzo del Senato van Milaan.

## Geschiedenis
Bij edict van 11 november 1499 werd de senaat opgericht door koning Lodewijk XII van Frankrijk naar het model van de Franse parlementen. Hij verving de geheime raad (Consilium secretum) en de gerechtelijke raad (Consilium iustitiae). Onder Habsburgs bewind bleef de instelling bestaan. De werking werd gecodificeerd in de Constitutiones dominii Mediolanensis van 1541. Bestuurlijke bevoegdheden werden in 1771 aan de senaat ontnomen en op 11 februari 1786 volgde de definitieve afschaffing door de moderniserende keizer Jozef II.